# كياوتشو

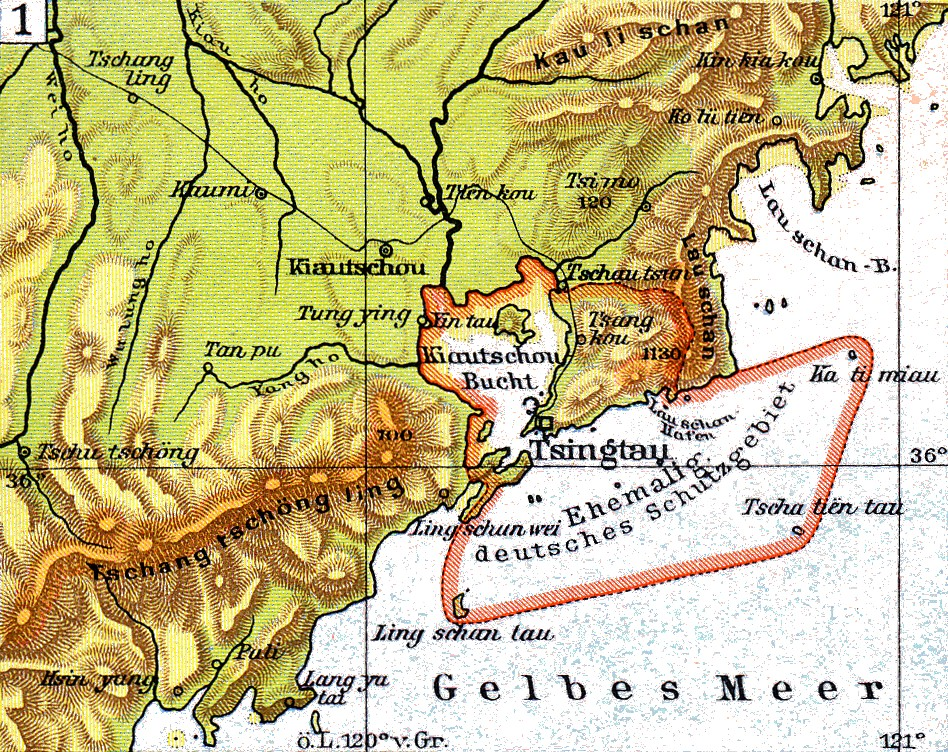

كياوتشو (بالألمانية: Kiautschou) مستعمرة ألمانية في الصين بين عامي 1898-1914. تقع على طول الساحل الجنوبي لمقاطعة شاندونغ، وامتدت مستعمرة كياوتشو 552 كيلومتراً مربعاً، وكانت عاصمتها تسينغتاو.

## التاريخ

### الحرب العالمية الأولى
في 10 أغسطس 1914، وضعت الحكومة اليابانية مهلة للحامية الألمانية، بإخلاء الأراضي فوراً. لم يرد الحاكم النقيب ألفريد ماير فالدك ولا حتى على الإنذار الثاني في 15 أغسطس، عاقداً العزم على الدفاع عنها مهما كلف الثمن.
في 27 أغسطس حاصر أسطول مشتركة أنجلو ياباني المنحة عن طريق البحر. في 2 سبتمبر هبطت وحدة أولى من 4300 جندي على طول الساحل الصيني. نظراً لمقاومة الألمان الأولية الجيدة في أعقاب هجمات 26 سبتمبر، بعد يومين طوق الحلفاء المنحة تماما من الأرض في انتظار تعزيزات. بوصول قوات جديدة بلغ عديد جيش الحلفاء 60000 رجلاً، ولكن من أكتوبر 29 - في مواجهة هجمات مدفعية متواصلة - على مدى تسعة أيام حافظت المقاومة الألمانية علة مواقعها بفضل جرأة الاستطلاع الجوي للطيار غونتر بلوشوف.
في بداية نوفمبر، عندما بدأت ذخيرة المحاصرين تنفد بات واضحاً أن الاستسلام كان مسألة أيام معدودة. بغرق الأسطول وتدمير المدفعية، في 7 نوفمبر 1914 استسلمت كياوتشو للجيش الياباني. في نهاية الحرب بمعاهدة فرساي (1919) أعطى الامتياز الألماني السابق إلى الإدارة اليابانية، وموجبها بقيت حتى عام 1922، حين تمت إعادتها إلى الصين بضغوط أمريكية.